# Rephidim

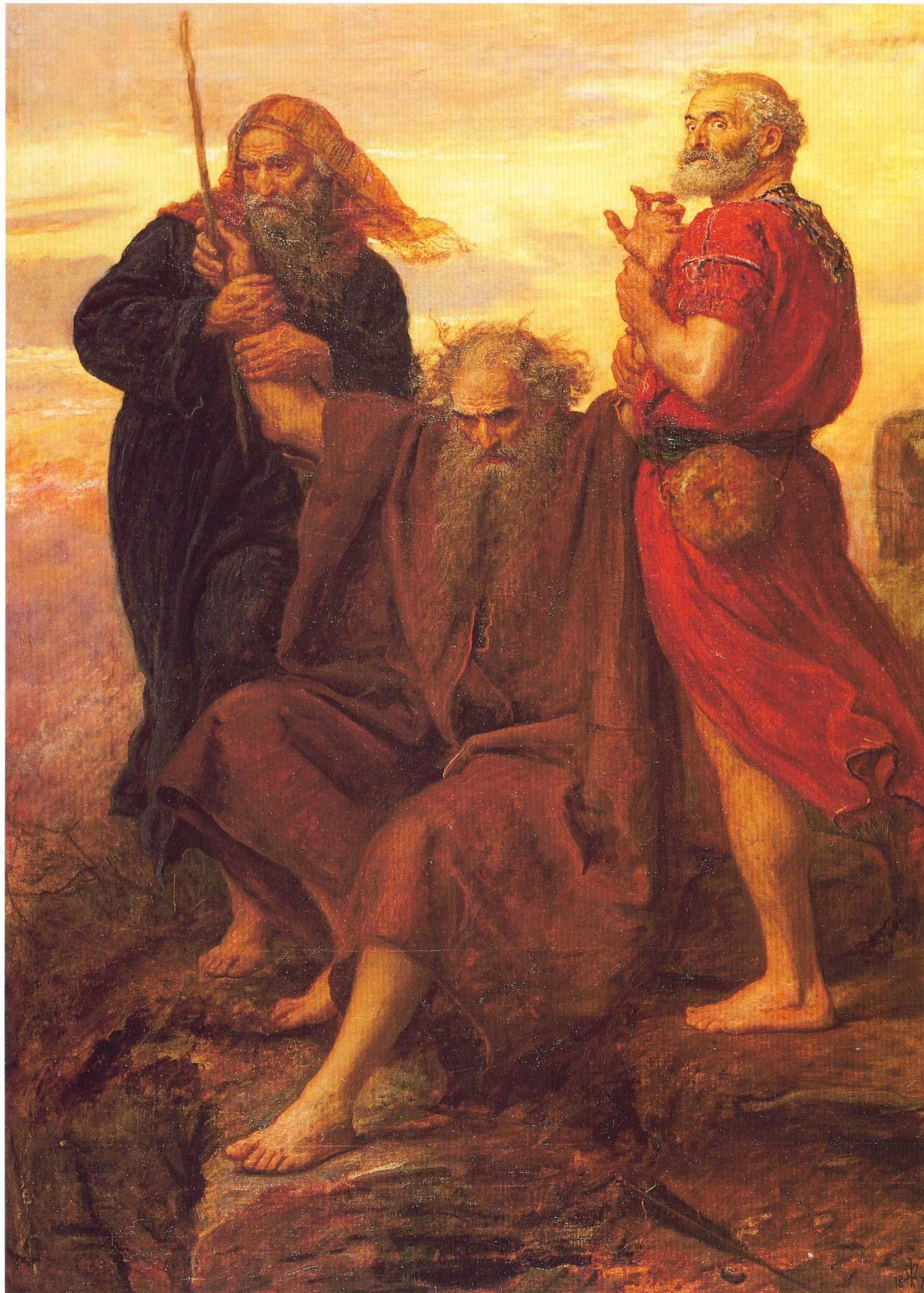
Mosè solleva le mani durante la Battaglia di Rephidim, assistito da Hur e Aronne, dipinto di John Everett Millais, Victory O Lord! (1871).

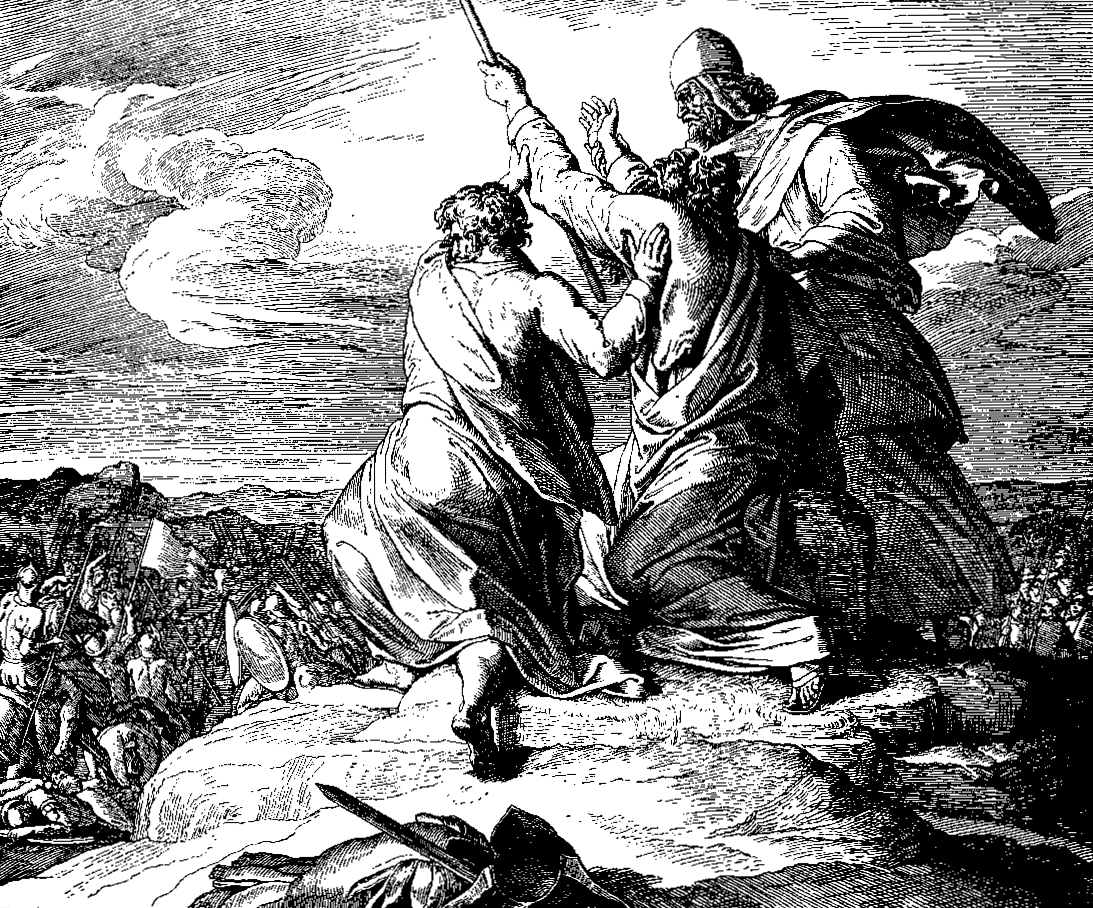
Battaglia contro gli Amalekiti, di Julius Schnorr von Carolsfeld (1860), rappresentante.

Rephidim (in ebraico רפידים‎?) è uno dei luoghi visitati dagli israeliti nel racconto biblico dell'Esodo dall'Egitto.
Questo episodio è descritto nel Libro dell'Esodo. Gli israeliti guidati da Mosè erano venuti dal deserto di Sin. A Rephidim, non riuscirono a trovare acqua da bere, e chiesero rabbiosamente che Mosè desse loro acqua. Mosè, temendo che lo lapidassero, invocò Yahweh ed egli disse di comandare ad una certa "roccia del Horeb," in nome di Dio di far fluire una sorgente che fornì acqua abbondante al popolo d'Israele. Il nome del luogo Massah (significa 'testare') e Meribah (significa 'litigare').
In seguito, gli Amaleciti attaccano gli israeliti accampati a Rephidim, ma vennero sconfitti. Gli israeliti vennero guidati in battaglia da Giosuè, mentre Mosè, Aronne e Hur osservano da una collina vicina. Mosè notò che quando le sue braccia si alzavano, il suo popolo aveva il sopravvento, ma quando le abbassava gli amalekiti prevalevano. Allora si sedette con le mani alzate tenute da Aronne e Hur fino al tramonto, assicurando così la vittoria israelita.
Nel Numeri è descritto un simile evento accaduto vicino a Kadesh. In questa versione, Yahweh dice a Mosè di parlare alla roccia. Mosè la colpisce due volte con il suo bastone e l'acqua sgorga abbondante. Yahweh quindi rimprovera Mosè e Aaronne per la loro mancanza di fiducia e dice loro che per questo motivo non vedranno la Terra Promessa.

## Interpretazione
Il motivo per cui Yahweh era adirato con Mosè e Aronne è motivo di dibattito, anche se una sorta di disobbedienza è evidente. Una possibilità è che nella prima versione ci fosse Yahweh in piedi sulla roccia davanti a Mosè, la cui fede di colpire la roccia senza colpire il Signore veniva messa alla prova. Secondo questo punto di vista, il Testo masoretico modifica il racconto per rimuovere ogni evidenza che Yahweh sarebbe stato di fronte a un mortale. 
Una visione più ortodossa mette a confronto i due miracoli dell'acqua scaturita dalla roccia con la rivelazione di Dio. Primo, Dio si è rivelato con la Legge (colpisci la roccia), e in secondo luogo, si è rivelato come Persona (parlando alla roccia). La rabbia di Dio contro Mosè per non aver parlato alla roccia nella seconda occasione, mette in evidenza che questa non è l'immagine spirituale che voleva ritrarre.

## Ubicazione
Rephidim si ipotizza possa essere stato nel Wadi Feiran, vicino all'innesto con Wadi esh-Sheikh. Quando lasciarono Rephidim, gli israeliti avanzarono nella selvaggia penisola del Sinai , probabilmente marciando attraverso i passi del Wadi Solaf e del Wadi Esh-Sheikh, che convergono all'ingresso della pianura er-Rahah (che sarebbe quindi identificata con il "selvaggio Sinai"), che è lunga tre chilometri e larga circa 800 metri. Wadi Feiran era un'oasi, cosa che spiegherebbe la battaglia con gli amalekiti in termini di lotta per il controllo delle risorse idriche.
Il nome "Rephidim" (in ebraico רְפִידִם‎?) potrebbe significare sostegno.